# Famille de Mieulet de Ricaumont
La famille de Mieulet de Ricaumont est une famille subsistante de la noblesse française, originaire du Languedoc, qui a notamment donné plusieurs officiers aux armées, ainsi que l'écrivain mondain Jacques de Ricaumont.

## Histoire
Cette famille, qui pense être originaire du village de Mieulet en Armagnac, remonte sa filiation prouvée à Jean Mieulet, licencié en droit, lieutenant en la judicature de Bourret, né vers 1600, fils de Géraud Mieulet et de Marguerite Dubrans, qui épousa Marie Domingon de Larrazet.
La famille de Mieulet accéda à la noblesse avec Jean-François de Mieulet (1642-1713), fils de Jean Mieulet et de Marie Domingon de Larrazet, qui fut anobli par son élection au capitoulat de la ville de Toulouse en 1684,.
Cette famille a été admise à l'ANF en 1953.
La famille de Mieulet a possédé, entre autres, les seigneuries de La Rivière, de Labarthe, de Lombrail, de La Terrade et de Ricaumont.
La famille de Mieulet a formé plusieurs rameaux : 
- Mieulet de La Terrade (éteint en 1845)
- Mieulet de La Rivière (éteint avec Octave de Mieulet, dit le marquis de La Rivière, en 1888)[2].
- Mieulet de Lombrail (éteint avec Armand de Mieulet, dit le baron de Lombrail, en 1904)[2].
- Mieulet de Ricaumont (subsistant)

## Armes
Les armes de la famille se blasonnent ainsi :  D'azur, à trois abeilles accompagnées de trois ruches, le tout d'or.

## Filiation
- Jean-François Mieulet, puis de Mieulet, avocat en Parlement puis capitoul de Toulouse en 1684[1], le premier membre de sa famille à accéder à la noblesse.
- Étienne François de Mieulet de Ricaumont (1741-1802), officier au régiment de Bretagne, convoqué à Toulouse avec la noblesse en 1789[1].
- Etienne Pierre François de Mieulet de Ricaumont (1743-1779), dit le chevalier de Ricaumont, officier au régiment de Bretagne.
- Léonard Etienne Pascal de Mieulet de La Rivière, fit ses preuves devant Chérin en 1781 pour les Écoles militaires, émigra pendant la Révolution, devint capitaine en 1815, puis colonel de la 3e Légion des Gardes Nationales, et chevalier de l'ordre royal et militaire de Saint-Louis en 1818.
- Etienne Léonard Marin de Mieulet de La Rivière (1757-1805), dit le marquis de La Rivière, officier des chevau-légers de la garde du roi, puis sous-préfet sous l'Empire.
- François Léon de Mieulet de Lombrail, brigadier des gardes du corps du roi jusqu'en 1830, puis chef d'escadron de cavalerie.
- Honorat Maur Alpinien de Mieulet de Ricaumont (1780-1852), dit le chevalier de Ricaumont, chef d'escadron aux chasseurs de la Dordogne, chevalier de l'ordre royal et militaire de Saint-Louis, chevalier de la Légion d'honneur.
- Claude Louis Alpinien Auguste de Mieulet de Ricaumont, dit le comte de Ricaumont (1819-1896), saint-cyrien, général de brigade de cavalerie, commandeur de la Légion d'honneur[1].
- Léo de Mieulet de Ricaumont (1831-1904), dit le marquis de Ricaumont, propriétaire de vignobles dans le Bordelais (château de Pontus et château de La Valade, à Fronsac), négociant en vins.
- Henry Emile Auguste de Mieulet de Ricaumont, dit le marquis de Ricaumont (1866-1957), saint-cyrien, officier de cavalerie, chef d'escadron, officier de la Légion d'honneur, croix de guerre 1914-1918 avec deux citations.
- Hervé de Mieulet de Ricaumont (1895-1918), saint-cyrien, lieutenant de cavalerie, passé dans l'infanterie pendant la Grande guerre, mort au champ d'honneur le 23 juillet 1918, chevalier de la Légion d'honneur, croix de guerre 1914-1918 avec 3 citations.
- Robert de Mieulet de Ricaumont dit le marquis de Ricaumont (1904-1991), colonel d'artillerie coloniale, résistant, officier de la Légion d'honneur, croix de guerre 1939-1945, médaille de la Résistance.
- Jacques de Mieulet de Ricaumont dit Jacques de Ricaumont ou le comte de Ricaumont (1913-1996), homme du monde, écrivain mondain (auteur de Éloge du snobisme[4]), chroniqueur au Figaro[5], connu pour ses opinions politiques d'extrême droite, proche des milieux monarchistes[6],[7] et des familles princières[8], fut fondateur en 1983 du Cercle Montherlant et cofondateur de l'association homophile Arcadie[9],[10].

## Possessions
Les membres du rameau de Mieulet de Ricaumont ont possédé, entre autres, les châteaux suivants :
- Château de Pontus (Fronsac, Gironde)
- Château de La Valade (Fronsac, Gironde)
- Château de Nanton (Saône-et- Loire)
- Château de Miauray (Deux-Sèvres)
- Château de La Fontenelle (Deux-Sèvres)

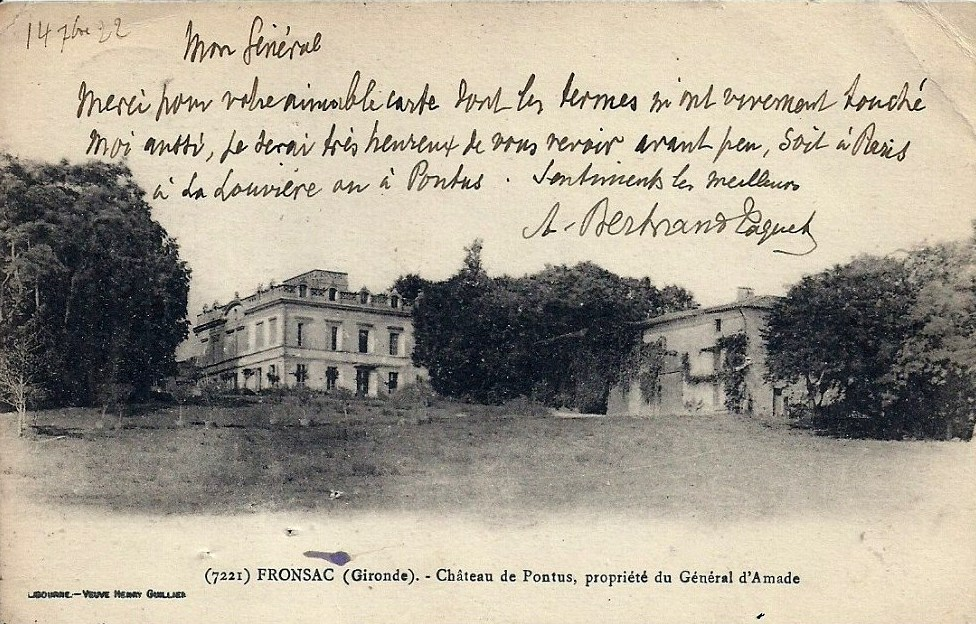
Château de Pontus, Fronsac.

## Alliances
Les principales alliances de la famille de Mieulet de Ricaumont sont : Domingon de Larrazet, de Pelut, de Rottond, de La Forcade, de Saint Sardos, de Narbonne-Lara, de Redon-Lapujade, d'Avessens de Montcal, de Mauléon-Narbonne, de Montaut, du Puy de Goyne, de Fontanier du Saulon, de Moncau, de Caumont, de Carquet, de Clairambault, de Peytes de Montcabrier, Princeteau, Canat de Chizy, d'Amade, de Mongeot de Confevron, de Goullard d'Arsay, Poignant de La Salinière, de Robien, de Hédouville, Dulong de Rosnay.